# La Seine (Vanessa Paradis & M)
La Seine is een nummer van de Franse zangeres Vanessa Paradis en de Franse zanger M uit 2011. Het is afkomstig van de soundtrack van de animatiefilm Un monstre à Paris.
Paradis en M spraken ook de stemmen van de hoofdpersonen uit de film in; M is de stem van Francœur, en Paradis de stem van Lucille. "La Seine" werd een grote hit in Frankrijk en bereikte daar de 9e positie. Ook in Wallonië werd de plaat een hit; daar was het met een 3e positie nog succesvoller dan bij de zuiderburen. In Vlaanderen reikte de plaat tot een 37e positie in de Tipparade.

## Tracklijst
- Cd-single

1. "La Seine" - 2:48